# Vrijstaat Saksen-Weimar-Eisenach
De Vrijstaat Saksen-Weimar-Eisenach (Duits: "Freie Volksstaat Sachsen-Weimar-Eisenach") was tussen november 1918 en mei 1920 een vrijstaat binnen het Duitse Rijk.
Het Groothertogdom Saksen in Midden-Duitsland werd na de val van de monarchie in november 1918 een vrijstaat binnen het Duitse Rijk. In 1920 werden de grenzen van de kleine Duitse staten opnieuw getrokken. Het Groothertogdom Saksen, de in Thüringen gelegen Saksische gebieden van de nieuwe Vrijstaat Saksen, de zes Ernestijnse hertogdommen, de beide vorstendommen van de familie Reuß (oudere en jongere linie) en het territorium van het Hertogdom Saksen-Coburg en Gotha minus Coburg werden met hun tientallen exclaves en enclaves de nieuwe Vrijstaat Thüringen. De Vrijstaat Coburg sloot zich aan bij de Vrijstaat Beieren.
De Vrijstaat Thüringen ontstond officieel op 1 mei 1920 door samenvoeging van de Thüringse staten, de in 1918 tot vrijstaten dan wel volksstaten verklaarde monarchieën Saksen-Weimar-Eisenach, Saksen-Gotha Saksen-Coburg, Saksen-Altenburg, Saksen-Meiningen, de Reuss,  Schwarzburg-Rupoldstadt en Schwarzburg-Sondershausen. De Nieuwe Rotterdamsche Courant berichtte over het ontstaan van de vrijstaat als volgt:
Vandaag is de geboortedag van den nieuwen staat Thuringen, die samengesteld is uit de vroegere duodecimomonarchieën: Saksen-Altenburg, Saksen-Koburg en Gotha, Saksen-Meiningen, Saksen-Weimar, Reuss (de oude en jonge linie waren door het uitsterven van een ervan al samengesmolten), Schwarzburg-Rudolstadt en Schwarzburg-Sondershausen. Daarmee is een hoogst zonderlinge lappendeken uit den ouden tijd, laten wij hopen voorgoed, opgeborgen. Wie door Thüringen reisde, wist nooit waar hij was, want elk landje had tal van exclaven die als groote rozijnen in het gebied van den ander verstrooid lagen. Saksen-Altenburg werd door Reuss in twee stukken gespleten, Saksen-Meiningen bestond uit een hoofdmassa van gemiddeld 15 kilometer breed en 14 exclaven, waarbij er waren die men op een atlaskaart van Duitschland bijna niet met het bloote ooog (sic) kon ontdekken, enz.